# Onosma aaronsohnii
Onosma aaronsohnii är en strävbladig växtart som beskrevs av Feinbr. Onosma aaronsohnii ingår i släktet Onosma och familjen strävbladiga växter. Inga underarter finns listade i Catalogue of Life.